# Stephen Covey
Stephen Richards Covey (Salt Lake City, Utah, Estados Unidos, 24 de octubre de 1932 - Idaho Falls, Idaho, Estados Unidos, 16 de julio de 2012) fue un licenciado en administración de empresas, escritor, hacedor de frases, conferenciante, religioso y profesor estadounidense conocido por ser el autor del libro superventas: Los siete hábitos de la gente altamente efectiva.

## Biografía
Stephen Covey residía con su esposa Sandra, y su familia en Provo, Utah, que es en donde se encuentra La Universidad Brigham Young University que es precisamente donde el Dr. Covey enseñó antes de la publicación de su libro. Stephen Covey además era padre y abuelo, tenía nueve hijos y cincuenta y dos nietos; recibió el premio de Paternidad del «National Fatherhood Initiative», (iniciativa nacional de paternidad) en el año 2003.
Covey fue el fundador de los que anteriormente se denominaba «Covey Leadership Center», (Centro Covey de liderazgo) en Salt Lake City, Utah, institución que fue luego adquirida por la compañía FranklinQuest, el 30 de mayo de 1997 convirtiéndose en «FranklinCovey Company», una compañía que ofrece servicios profesionales y cuya especialidad consiste en vender cursos y seminarios de formación para la gestión de negocio, herramientas para aumentar la productividad, así como también la Gestión del Tiempo, tanto para individuos como para organizaciones.

## Carrera Académica
Stephen Covey poseía una licenciatura en Administración de empresas, que le fue otorgada por la Universidad de Utah (en Salt Lake City), una maestría en Administración de Empresas, obtenida de la Universidad de Harvard y un doctorado en historia y doctrina de la Iglesia de Jesucristo de los Santos de los Últimos Días, otorgado por la Universidad Brigham Young.
Prácticamente dedicó gran parte de su vida a la enseñanza y a la práctica de los preceptos que detalla en sus libros, de como vivir y liderar organizaciones y familias basándose (centrándose) en principios, los cuales él sostenía, «son universales y como tales son principios aceptados por las grandes religiones y sistemas éticos del mundo».

## Muerte
Covey murió rodeado por su esposa y cada uno de sus hijos y nueras en el Centro Médico Regional Eastern Idaho el 16 de julio de 2012 a las 2:15 a. m., debido a complicaciones tras sufrir un accidente en bicicleta en abril del 2012